# Seulingen

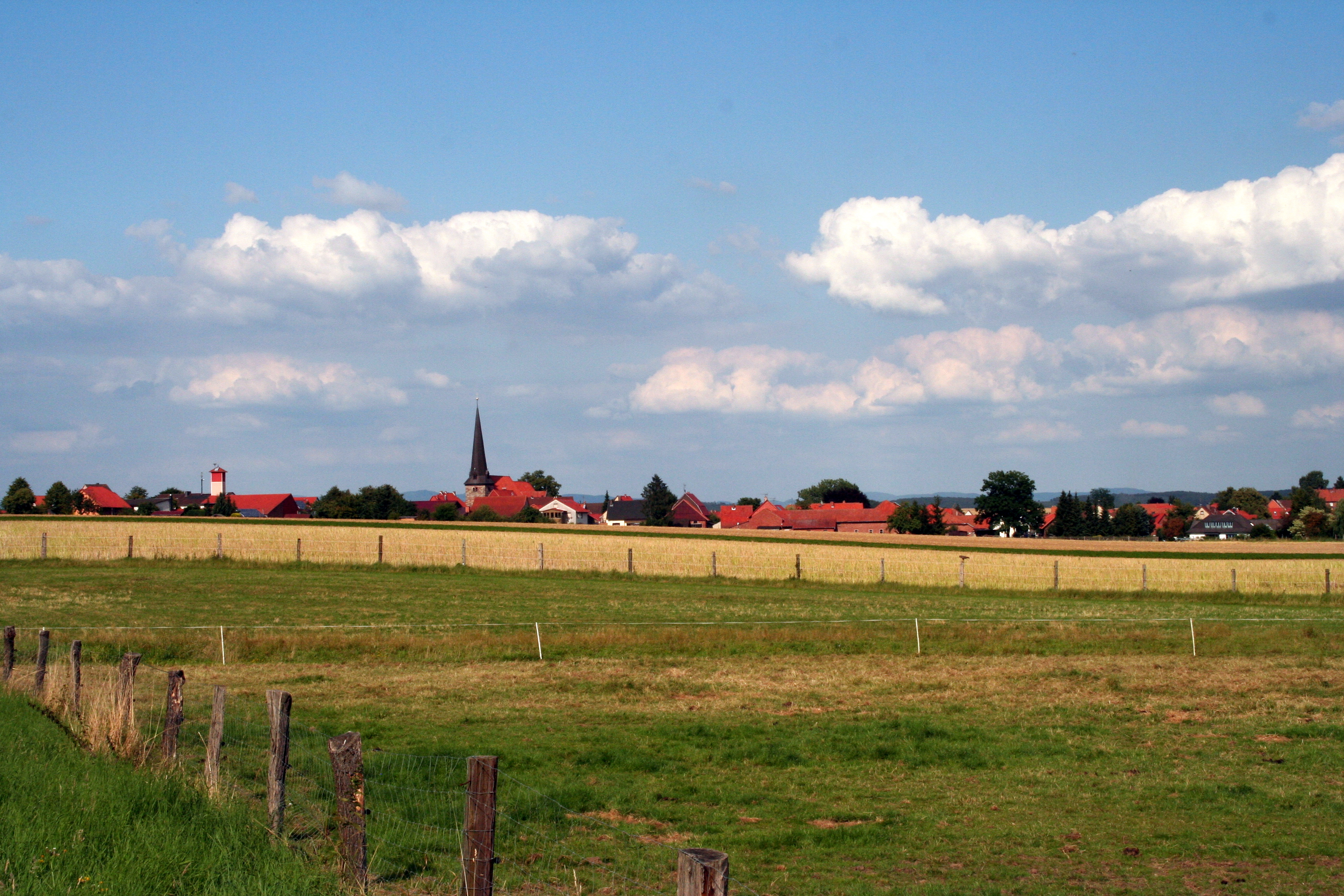
Seulingen (Ansicht von Westen)

Seulingen ist eine Gemeinde im Landkreis Göttingen in Niedersachsen.

## Geografie
Seulingen liegt im Untereichsfeld und gehört der Samtgemeinde Radolfshausen an, die ihren Verwaltungssitz in Ebergötzen hat. Durch das Dorf fließt die Suhle, welche der Gothenbeek zufließt.
Nachbarorte sind Ebergötzen, Seeburg, Landolfshausen, Desingerode, Bernshausen, Germershausen und Esplingerode.

## Geschichte

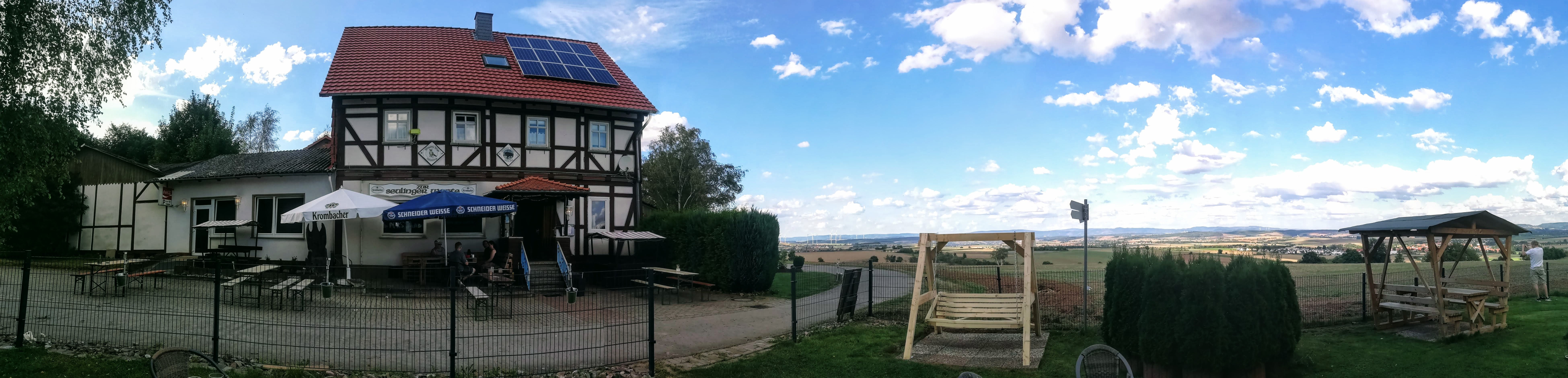
Seulinger Warte

Die erste schriftliche Erwähnung Seulingens als Sulliggi wird heute für die Zeit 973–975 in den Corveyer Traditionen angenommen. In den Traditiones Corbeienses wird folgendermaßen auf den Ort eingegangen: Tradidit Sicca promatre sua Bertha I familiam in Sullig, x iugera et aliam familiam in Neghenborne x iugera, in Gitlithi x iurnales. Eine, vermutlich männliche, Person schenkt dem Kloster Corvey eine „famlia“ (Hofgenossenschaft) in Sulligi neben einer anderen „familia“ und verschiedenen Gütern in den heutigen Orten Negenborn und Gittelde für seine Mutter Bertha, d. h. für die Verpflichtung der Mönche, für seine Mutter zu beten. Die Aufzeichnung fungiert damit als eine Art Merknotiz für die Mönche, sie stellt somit auch eine Schenkungsnotiz dar für alle Ewigkeit, da ein Datum nicht mit angegeben wurde. Die Festlegung auf die Jahre 973 bis 975 stammt von Klemens Honselmann, welcher die Corveyer Traditionen neu editierte. Ortsnamenforscher Uwe Ohainski spricht sich bei der Bezeichnung Sullige eindeutig für Seulingen statt Sohlingen bei Uslar aus. Dagegen wird in anderen Ausarbeitungen fälschlicherweise eine weitere frühe Erwähnung aus dem Jahr 1055 als Ersterwähnung angeführt. In dieser Urkunde tritt der Ort dabei unter dem Namen Suligge auf. Die mittelalterliche Ministerialenfamilie von Seulingen besaß dabei ihren Sitz im sogenannten Herpaul (Herrenpfuhl, -sumpf). Das seit dem 12. Jahrhundert bezeugte Geschlecht starb im 15. Jahrhundert aus, wobei die Gemeinde das Wappen, welches die drei Säulen darstellt und bis heute seine Gültigkeit besitzt, von dem ausgestorbenen Geschlecht übernahm. Mit der Expansion des Machtbereichs Duderstadts geriet auch Seulingen unter die Grundherrschaft und Gerichtsbarkeit der Stadt. Der Ort gehörte fortan zu den fünf Kespeldörfern der Stadt Duderstadt, welche später der Kurfürst Albrecht von Mainz 1525 der Gerichtsbarkeit des Amtes Gieboldehausen unterstellte, wobei jedoch an Duderstadt die bisherigen Abgaben und Dienste belassen wurden. Unter der Obhut von Duderstadt hatte Seulingen Getreideabgaben sowie Hand- und Spanndienste zu leisten. Daneben wurde das Dorf verpflichtet, Dienste bei Bauvorhaben zu erbringen und Wegeverbindungen zu realisieren. Die enge Anbindung an Duderstadt zeigt sich, wenn man den äußeren Befestigungsring der Stadt betrachtet. Dieser umfasste nicht nur die Stadt selbst, sondern schloss auch Seulingen ein. Erst im 19. Jahrhundert sollten sich bezüglich der Abgaben, die Seulingen zu leisten hatte, diese Umstände verändern. Mit den Agrarreformen und den Ablösungsgesetzen befreite man das Dorf von diesen Diensten.
Ab Mitte des 14. Jahrhunderts ließ die Stadt Duderstadt auf dem Westerberg in der Gemarkung Seulingen eine Warte errichten. Sie zählte als Landwehr mit Knicken, Gräben und 15 weiteren Warten im Mittelalter zum äußeren Befestigungssystem der Stadt Duderstadt. Die Seulinger Warte stand u. a. mit der Tettelwarte bei Breitenberg, der Sulbergwarte bei Mingerode, der Euzenbergwarte bei Westerode, der Wehnder Warte und mit der Stadt Duderstadt selbst in Sichtkontakt. Ferner diente sie der Sicherung der hier entlang verlaufenen alten Heerstraße über Duderstadt nach Göttingen. Heute befindet sich am Standort der ehemaligen Seulinger Warte eine gleichnamige Ausflugsgaststätte. Dieser Standort ist ein Aussichtspunkt auf die Kulturlandschaft der Goldenen Mark im nördlichen Eichsfeld. Darüber hinaus gewährt er einen Blick auf die Stadt Duderstadt, den Großteil der Dörfer des nördlichen Eichsfeldes, das Ohmgebirge, den Roten Berg südlich von Berlingerode, den Höhenzug des Rotenberges, den Harz sowie bei guter Fernsicht bis zum Brocken.
Weitere Verteidigungsanlagen fand man in der damaligen Wehrkirche. Der damalige Kirchturm ist heute Bestandteil der örtlichen Pfarrkirche St.-Johannes-Baptist. Dieser Kirchturm und drei weitere Häuser blieben die einzigen Gebäude, die nicht von Christian von Braunschweig während des Dreißigjährigen Krieges am 19. Juli 1623 niedergebrannt wurden. Nach dem Krieg entstand aus der alten Bürgerwehr eine Schützengilde. Während der beiden Weltkriege gab es unter den Seulingern zahlreiche Opfer, während der Ort selbst von Zerstörungen verschont blieb. Nach 1945 suchten viele Flüchtlinge und Heimatlose in Seulingen Zuflucht.
Der historische Ortskern Seulingens zeichnet sich durch eine Vielzahl von Fachwerkhäusern aus, die im Kontrast zu den errichteten Neubaugebieten stehen. Im Ort entstanden Kindergärten, eine Sport- und Freizeitanlage, ein Schulneubau, ein Bürgerhaus mit Verwaltung, eine Bibliothek, eine Jugendraum sowie Gesellschaftsräume. Es gab Bemühungen, Industrie-, Handwerks- und Versorgungsbetriebe anzusiedeln.

## Politik

### Gemeinderat
Der Gemeinderat aus Seulingen setzt sich aus 11 Ratsfrauen und Ratsherren zusammen.
- CDU 7 Sitze (−1)
- SPD 4 Sitze (+1)

(Stand: Kommunalwahl am 12. September 2021)

### Bürgermeister
Der ehrenamtliche Bürgermeister Niklas Wucherpfennig wurde am 21. Oktober 2024 gewählt.

### Wappen
| Wappen von Seulingen | Blasonierung: „In Grün drei 2:1 gestellte stilisierte silberne (weiße) Säulen.“ |
| Wappen von Seulingen | Wappenbegründung: Das von der Duderstädterin Clara Gerlach entworfene und vom Oberpräsidenten der preußischen Provinz Hannover am 9. Juni 1938 verliehene Wappen ist abgeleitet vom Wappen der Herren von Sulingen (Seulingen). Es wurde erstmals auf einem Siegel aus dem 14. Jahrhundert nachgewiesen. Es handelt sich um ein sogenanntes „redendes Wappen“. |

## Kultur und Sehenswürdigkeiten

### Pfarrkirche St. Johannes Baptist

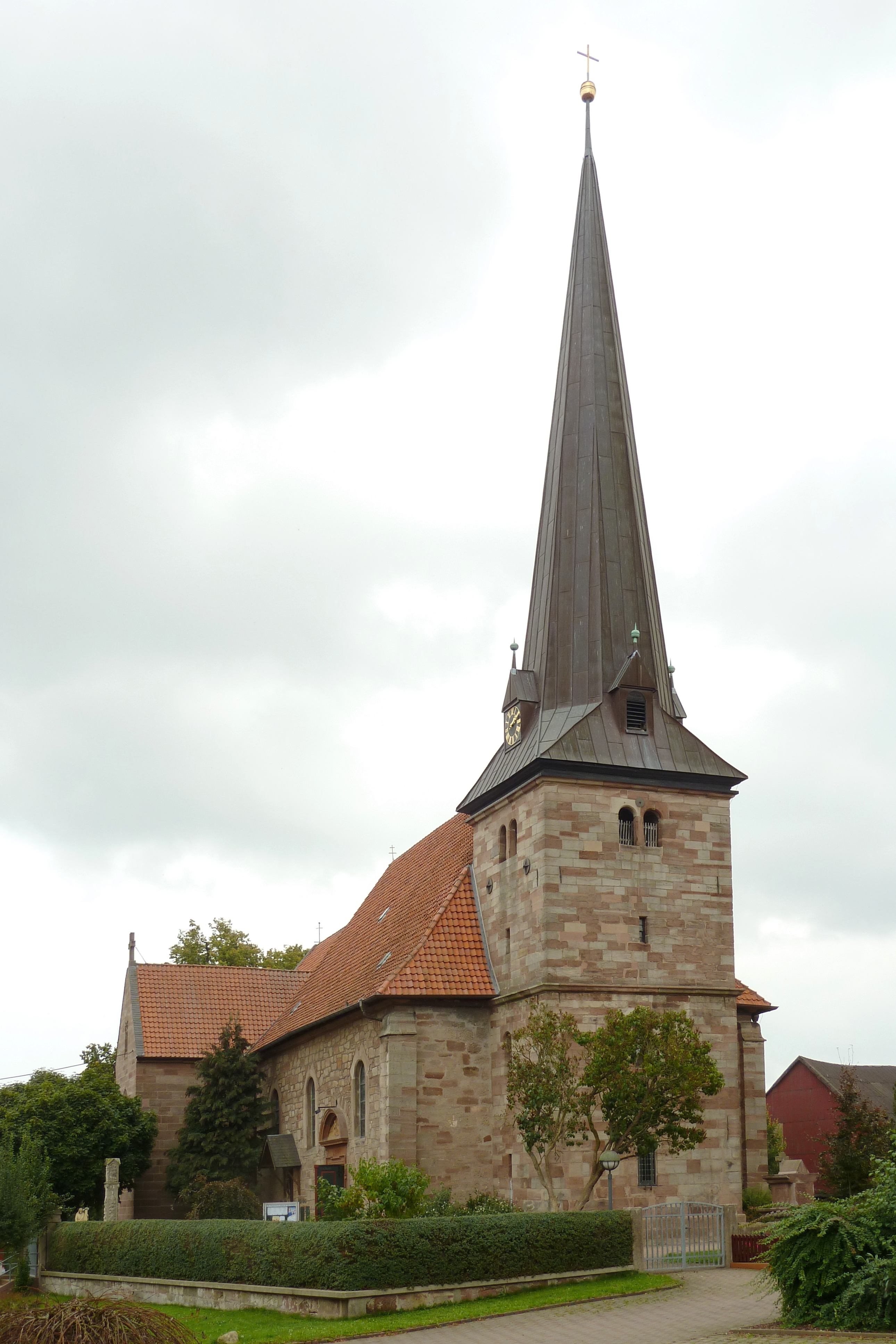
Katholische Pfarrkirche St. Johannes Baptist

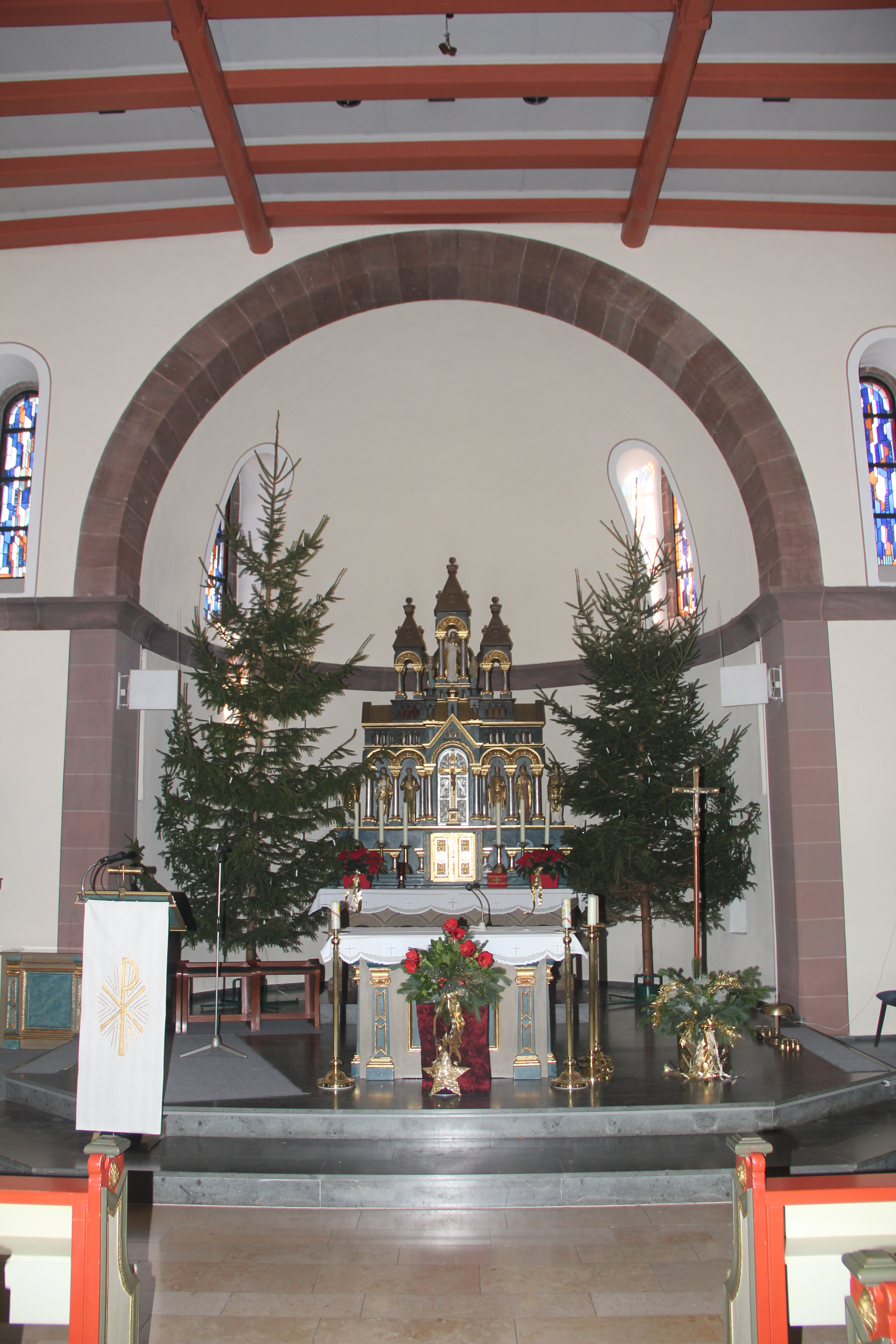
Innenansicht der Kirche

Die heutige Seulinger Pfarrkirche ist bereits der dritte Kirchenbau im Ort. Archäologische Ausgrabungen, die im Jahre 1986 stattfanden, förderten als Vorgängerbauten einen romanischen Saalbau und eine gotische Hallenkirche zutage. Die Saalkirche besaß damals einen eingezogenen, kreuzgewölbten Quadratchor und eine Emporenabtrennung im westlichen Teil der heutigen Kirche und hatte eine Länge von etwa 19 m.
Im 13. Jahrhundert erfolgte nach einer Brandzerstörung des alten Gotteshauses der Neubau, und zwar als vergrößerte gotische Hallenkirche mit eingezogenem polygonal gebrochenen Chor und einem quadratischen Turm. Die Länge der Kirche betrug etwa 30,5 m. Die Kirche wurde im Dreißigjährigen Krieg zerstört.
Der Bau der dritten Kirche erfolgte in den Jahren von 1685 bis 1687 unter Leitung des italienischen Maurermeisters Domenico Bennoth im barocken Stil. Der quadratische Turm der Vorgängerkirche wurde beibehalten. 1869 wurde die Kirche durch ein Querhaus und einen Chor mit halbrunder Apsis erweitert sowie eine Sakristei angebaut. Am heutigen Kirchenschiff findet man deshalb eine teilweise barocke, aus Bruchsteinmauerwerk errichtete, teilweise eine neuromanische, mit Buntsandsteinquadern gemauerte Fassade vor, die eine deutliche Höhenstaffelung der einzelnen Bauteile aufweist. Der Turm erhielt 1996 eine Kupferbedachung, während man im Innenraum der Kirche eine flache Kassettendecke vorfindet und inzwischen mehrfach erneuerte Wandmalereien. Ursprünglich gestalteten sich die Verzierungen in einem neuromanischen Stil und wurden 1879 angefertigt, jedoch im Jahre 1924 durch den flämischen Maler Lode van der Linden mit Jugendstilelementen erweitert. 1977 bekam die Kirche neue, abstrakt gestaltete Fenster, welche die frühere Verglasung der Hannoveraner Henning und Andres ablöste.
Ähnlich wie die Stilmischung in der Architektur, finden sich auch unterschiedliche Elemente im Inventar wieder. So existiert ein neuromanischer Hauptaltar aus dem Jahre 1869 mit einer barocken Mensa, die sich auf das Jahr 1687 datieren lässt. Weiterhin befinden sich im Kirchenraum verteilt Reste des Barockaltars, der Kanzel, ein Schmerzensaltar aus dem frühen 17. Jahrhundert, Figuren von Joseph und Maria, ein überlebensgroßer Kruzifixus sowie eine Marienstatue aus dem 17. Jahrhundert. Ein Gemälde der Krönung Mariens stammt aus dem Jahre 1694 und wurde vom Hofmaler Dominikus aus Aschaffenburg angefertigt. Der sandsteinerne Taufstein ist in den Formen der Renaissance gehalten, stammt aus dem Jahre 1630 und wurde im Oberteil durch Barockvoluten erweitert. 2018 bekam die Kirche drei neue Bronzeglocken, da die Vorgängerglocken schadhaft geworden waren. Die neuen Glocken (Schlagtöne: d1 f1 g1) wurden am 20. Oktober 2017 in der Glockengießerei Bachert in Karlsruhe gegossen, am 10. Mai 2018 von Weihbischof Heinz-Günter Bongartz geweiht und läuten seit dem 23. Juni 2018.
Seit dem 1. November 2014 gehören zur Pfarrei Seulingen auch die Kirchen in Bernshausen, Germershausen, Obernfeld, Rollshausen und Seeburg.

### Regelmäßige Veranstaltungen
- Am Karsamstag wird das Osterfeuer vom Feuerwehrverein am Feuerwehrhaus ausgerichtet.
- Am 30. April ist „Tanz in den Mai“ im Bürgerhaus.
- Am dritten Wochenende im Juni findet das Schützenfest statt.
- Ende Dezember findet das Weihnachtskonzert in der Kirche St. Johannes statt.

## Wirtschaft und Infrastruktur

### Verkehr
Seulingen liegt zwischen Seeburg und Esplingerode unmittelbar an der Bundesstraße 446, die von Nörten-Hardenberg nach Duderstadt führt.

### Forstwirtschaft
Der Seulinger Wald ist für Seulingen und seine Realgemeinde ein bedeutender Wirtschaftsfaktor. Zudem ist er in der relativ waldarmen überwiegend agrarisch geprägten Kulturlandschaft des Untereichsfeldes ein ökologisch wertvoller Landschaftsbestandteil aufgrund seiner relativ naturnahen Bestockung und bemerkenswerten Größe. Er liegt ein bis zwei km westlich bzw. südwestlich des Dorfes Seulingen. Er beinhaltet die Baumbestände auf dem Sonnenberg (278 m ü. NN), dem Ottenberg (273 m ü. NN) und dem Westerberg (265 m ü. NN). Bewirtschaftet wird der Wald seit altersher durch die Realgemeinde Seulingen, deren älteste Unterlagen nachweislich aus dem Jahr 1577 stammen. Die Realgemeinde Seulingen, mit bisher 340 ha Eigentum bereits eine der größten Realgemeinden Südniedersachsens, hat im April 2011 38 ha Wald vom Land Niedersachsen käuflich erworben und damit seinen Grundbesitz um 11 % auf nunmehr 378 ha vergrößert. Als Besonderheiten im Seulinger Wald sind vereinzelte bronzezeitliche Hügelgräber auf dem Sonnenberg sowie dem Ottenberg und die verbliebenen Reste der das Eichsfeld in kurmainzischer Zeit umgebenden Landwehr zu verzeichnen.

## Persönlichkeiten
- Anna Maria Nachtwey (* 1737), letzte Äbtissin des Klosters Beuren
- Johann Carl Fuhlrott (1803–1877), Fuhlrott gilt als Entdecker des Neandertalers. Er verbrachte in seiner Kindheit einige Jahre bei seinem Onkel Bernhard Fuhlrott, der von 1810 bis 1838 Pfarrer in Seulingen war
- Sigrid Erfurth (* 1956), Politikerin (Bündnis 90/Die Grünen)
- Gerold Wucherpfennig (* 1957), Minister/MdBR/MdL a. D. (CDU)